# Hellenic Aerospace Industry
Hellenic Aerospace Industry (греч. Ελληνική Αεροπορική Βιομηχανία; HAI, ΕΑΒ) — греческая авиастроительная компания со штаб-квартирой в Тангаре. Помимо поставок запчастей и обслуживания самолётов различных типов, компания также специализируется на строительстве беспилотных летательных аппаратов.

## История
Компания была основана в 1975 году для технического обслуживания и ремонта самолётов греческих вооружённых сил. Компания построила крупный завод в городе Танагра, в 65 км к северу от Афин.
В 1979 году совместно с компанией KETA она начала разработку беспилотника E1-79 Pegasus. В 1982 году он совершил свой первый полёт. В 2005 году была выпущена его модификация Pegasus II. В 1986 году была представлена новая беспилотная модель Telamon, но она не пошла в серию из-за дороговизны.
С 1990 года компания HAI совместно с немецкой DASA (ныне EADS), итальянской Alenia и датской Per Udsen работала над проектом самолёта Advanced Amphibious Aircraft, который так и не был реализован. В 1996 году HAI сотрудничала с американской компанией Lockheed Martin в работе над проектом F-16 Fighting Falcon.
С 2000 года HAI совместно с компаниями Dassault, EADS, Saab, RUAG и Alenia участвовала в разработке разведывательно-ударного беспилотника Neuron. В 2012 году он совершил свой первый полёт.
В январе 2006 года HAI подписала меморандум о взаимопонимании с Aermacchi для совместного проекта «M-346 Advanced Trainer». В 2007 году HAI присоединилась к EADS в работе над проектом «Eurofighter».
В 2010 году HAI оказалась в числе государственных предприятий Греции, требующих реструктуризации, поскольку у неё был первичный дефицит доходов.